# ماياسكي
ماياسكي (بالروسية: Майский) هي إحدى مدن روسيا في الكيان الفدرالي الروسي قبردينو - بلقاريا.